# مونيك كوريفو
مونيك كوريفو هي كاتِبة وكاتبة للأطفال كندية، ولدت في 6 سبتمبر 1927 في مدينة كيبك في كندا، وتوفي بنفس المكان في 29 يونيو 1976.